# Anton Ridderstad
Carl Anton August Ridderstad, född 13 november 1848 i Linköping, död där 10 december 1933, var en svensk militär och grundare av Östergötlands länsmuseum.

## Biografi
Ridderstad blev 1871 underlöjtnant och 1889 kapten vid Första livgrenadjärregementet (I4 i Linköping) varifrån han tog avsked 1897.
Han grundade Östergötlands museum och var 1884–1904 dess intendent och vice ordförande i styrelsen. År 1904 avgick han, men fortsatte som sekreterare i Östergötlands Fornminnes- och Museiförening. År 1924 donerade han 100 000 kronor till museet och flera donationer följde vid hans 80-årsdag 1928 och i testamentet, både i pengar och hela hans bohag, som omfattande 919 föremål.
Museet var Ridderstads huvudsakliga arvtagare, men han testamenterade även 100 000 kronor till grundandet av en "Kapten Anton Ridderstads stiftelse" som förvaltas av Linköpings stad som vart femte år delar ut medel "till något för staden eller inom staden befintliga institutioner gagneligt, allmännyttigt ändamål".
Anton Ridderstad var son till publicisten Carl Fredrik Ridderstad och Emilie Amalia Widoff. Han var bosatt på egendomen Berga söder om Linköping (numera stadsdelen Berga). Anton Ridderstad är begraven på Gamla griftegården i Linköping.

## Skrifter
- ”Historiskt, geografiskt och statistiskt lexikon öfver Östergötland”. runeberg.org. 1875-1877. https://runeberg.org/osterlex/.
- Östergötlands läns kalender, 1897
- Östergötland, 4 delar, 1914-1920, Libris 10765
  - I. Östergötlands historia från äldsta intill nuvarande tid, 1914
  - II:1. Östergötlands beskrivning med dess städer samt landsbygdens socknar och alla egendomar, 1917
  - II:2. Östergötlands beskrivning med dess städer samt landsbygdens socknar och alla egendomar, 1918
  - III. Fornsägner och kulturbilder från Östergötland, 1920
- Förr och nu i Östergötland : anteckningar och meddelanden om släkt och personhistoria, litteratur, konst, konstindustri, kulturutveckling, hembygdsvård samt timade händelser och förhållanden, 1930